# Коваленко, Александр Николаевич (министр)
Александр Николаевич Коваленко (укр. Олександр Миколайович Коваленко; 9 мая 1935, село Новолюбимовка, Токмакский район, Запорожская область — 29 июня 2021, Киев) — украинский и советский государственный деятель, последний министр финансов Украинской ССР и первый министр финансов Украины. Заслуженный экономист Украины.

## Биография
В 1964 году окончил Одесский кредитно-экономический институт (ныне Одесский национальный экономический университет) по специальности финансист-экономист.
С 1958 работал инспектором, старшим инспектором государственных доходов Токмакского райисполкома Запорожской области.
С 1965 — заведующий финансового отдела, заместитель председателя Приморского районного исполкома.
С 1969 — на партийной работе. Второй секретарь Приморского районного комитета Компартии Украины, позже назначен заместителем заведующего Запорожским областным финотделом.
С 1974 — инструктор отдела плановых и финансовых органов ЦК Компартии Украины.
С 1976 — заведующий, начальник финансового управления Черкасского облисполкома.
С 1986 — заместитель, первый заместитель министра финансов Украинской ССР .
С 2 августа 1990 по 29 октября 1991 — Министр финансов Украинской ССР, затем — Украины.
С октября 1991 по апрель 1992 года был первым заместителем председателя правления Агропромбанка «Украина».
Затем до мая 1996 года работал председателем Правления Агропромбанка «Украина». С 1996 по 1998 год — заместитель председателя правления — управляющий делами акционерного коммерческого агропромышленного банка «Украина».
В дальнейшем — на пенсии. 
Умер 29 июня 2021 года в Киеве. Кабинет министров Украины выразил глубочайшие соболезнования его семье и друзьям.

## Награды
- Орден «Знак Почёта» (1981)
- Заслуженный экономист Украины (1985).